# Luke Mitchell
Luke David Mitchell (ur. 17 kwietnia 1985 w Gold Coast) – australijski aktor i model. Najbardziej znany jest z roli Willa Benjamina w serialu H2O – wystarczy kropla.

## Życiorys

### Wczesne lata
Urodził się i dorastał w Gold Coast jako syn Liz Griffin i Chrisa Mitchella. Ma młodszą siostrę i trzech młodszych braci: Michaela, Benjamina „Bena” Mitchella (ur. 30 listopada 1992), który został zawodowym tenisistą, i Daniela Mitchella. Jego rodzice rozwiedli się, gdy był jeszcze młody i miał ojczyma, Geoffa Griffina. W dzieciństwie był nieśmiały i chudy. Początkowo, podobnie jak jego brat, chciał zostać zawodowym tenisistą, grał w tenisa od 5 roku życia do 18 lat. Ukończył Nerang State High School. Studiował w Film & Television Studio International.

### Kariera
Pracował jako model, był tenisistą, podróżował po Australii z międzynarodową firmą rozrywkową Sudden Impact Entertainment, gdzie pracował nad niektórymi z jego sztuk teatralnych. W 2008, podczas castingu w Melbourne, dostał swoją wielką szansę, kiedy pojawił się jako zły chłopiec Chris Knight w kilku odcinkach uznanego australijskiego serialu Sąsiedzi (Neighbours). W 2009 dołączył do obsady serialu H2O – wystarczy kropla, w którym zagrał wysportowanego pływaka Williama „Willa” Benjamina, który większość życia spędził podróżując po świecie z rodziną na małym jachcie. W 2010 otrzymał Logie Award w kategorii „Najpopularniejszy młody talent – mężczyzna”. W latach 2009–2013 występował w serialu Zatoka serc jako Romeo Smith. Wystąpił potem w serialu ABC Agenci T.A.R.C.Z.Y. (2015–2016) w roli Lincolna Campbella. W 2016 przyjął rolę Romana Briggsa w serialu Blindspot: Mapa zbrodni.

## Życie prywatne
W styczniu 2013 ożenił się z Rebeccą Breeds.

## Filmografia
| Rok       | Tytuł                  | Rola             |
| --------- | ---------------------- | ---------------- |
| 2008      | Sąsiedzi               | Chris Knight     |
| 2008      | Performance Anxiety    | Peter Koliat     |
| 2009–2010 | H2O – wystarczy kropla | Will Benjamin    |
| 2009–2013 | Zatoka serc            | Romeo Smith      |
| 2010      | Cryptopticon           | Y                |
| 2013–2014 | The Tomorrow People    | John Young       |
| 2015–2016 | Agenci T.A.R.C.Z.Y.    | Lincoln Campbell |
| 2016–2018 | Blindspot              | Roman Briggs     |